# PPT格式
.ppt，是Microsoft PowerPoint软件簡報文件的常用扩展名。
微软Office 2007的默认文件格式被新的基于XML的Office Open XML格式所取代。

## 程式／轉換器
- Microsoft PowerPoint
- OpenOffice.org Writer
- LibreOffice Writer
- WPS Office

## 類似文件格式
- PPTX – Microsoft Office Open XML
- POT（PowerPoint 97-2003 范本）
- PPS（PowerPoint 97-2003 放映）
- PPTM（PowerPoint 启用宏的 文件）
- POTX（PowerPoint 范本）
- POTM（PowerPoint 启用宏的范本）
- PPSX（PowerPoint 放映）
- PPSM（PowerPoint 启用宏的 放映）